# Ścieżki miłości
Ścieżki miłości (hiszp. Las vias del amor) – telenowela meksykańska, która była emitowana przez Televisę w 2002 roku.

## Obsada aktorska
- Aracely Arámbula - Perla Gutiérrez Vázquez
- Jorge Salinas - Gabriel Quezada Barragán
- Enrique Rocha - Sebastián Mendoza Romero
- Daniela Romo - Leticia "Lety" Fernández Valencia
- José Carlos Ruiz - Fidel Gutiérrez
- Nuria Bages - Olga Vázquez de Gutiérrez
- Sasha Montenegro - Catalina Valencia Vda. de Fernández
- Blanca Sánchez - Artemisa Barragán Vda. de Quezada
- Abraham Ramos - Enrique Mendoza
- Gabriel Soto - Adolfo Lascuráin / Nicolás Quezada
- Julián Moreno - Gonzalo Correa / Franco Quezada
- Martha Julia - Sandra Iribarren
- Mónica Dossetti - Mariela Andrade
- Elizabeth Álvarez - Sonia Vázquez
- Altair Jarabo - Vanessa Vázquez
- Manuela Imaz - Rosaura Fernández
- Alfredo Adame - Ricardo Domínguez
- Patricia Navidad - Rocío Zárate
- Rafael Amaya - Pablo Rivera / Paco
- Julio Alemán - Alberto Betanzos
- Dulce - Patricia Martínez de Betanzos
- Paola Treviño - Andrea de la Garza
- Raúl Ochoa - Ernesto Fernández Valencia
- Margarita Magaña - Alicia Betanzos
- Mario Casillas - Jerónimo Mendoza Romero
- Jorge Consejo - Esteban Fernández
- Diana Golden - Constanza Aguirre`
- Rudy Casanova - Elmer Patiño "El Negro"
- Claudia Troyo - Claudia Jiménez
- Erika García - Dolores "Lolita" Padilla
- Ivonne Montero - Damiana "Madonna"
- Irina Areu - Doña Rebeca Vda. de Iribarren
- Miguel Loyo - Ramón Gutiérrez Vázquez
- Hugo Aceves - Octavio Vázquez
- Carlos Miguel - Adalberto Ruiz "El Dandy"
- Sergio DeFassio - Eloy Álvarez
- Esperanza Rendón - Gladys Sánchez de Álvarez
- María Prado - Azalia Sánchez
- Maricruz Nájera - Laura Albavera
- Marco Uriel - Bernardo Dueñas
- Luz María Guízar - Lucrecia Iribarren
- Antonio Escobar - Chuy
- Florencia de Saracho - Pamela Fernández
- Eduardo Cuervo - Pedro Betanzos
- Fernanda Castillo - Mónica Loyola
- Francisco Avendaño - Javier Loyola Jr.
- Javier Herranz - Germán Fernández
- Juan Romanca - Ceferino Barbosa
- Thelma Tixou - Fernanda Solís
- Analia Galloso - Estefanía
- Juan Ángel Esparza - Carlos Velázquez
- Silvia Ramírez - Antonia
- Alejandro Calva - Edmundo
- Ricardo Margaleff - Bruno
- Gustavo Negrete - Aurelio Tobar
- Bobby Larios - Julián de la Colina
- Julio Monterde - Javier Loyola padre
- Antonio Miguel - Don Tacho
- Anghel - Jessica
- Esthela Aceves - Milagros
- Gabrielle Báez - Maribel
- Toni Balardi - Jaramillo
- Julio Bekhor - Ricky
- Claudia Benedetti - Valentina
- Manuel Benítez - Joaquín
- Graciela Bernardos - Felicia
- Elena Carrasco - Natalia de Loyola
- Aurora Castellón - Sra. de Loyola
- Ana Silvia Contreras - Obdulia
- Flora Fernández - Doña Chelo
- Raquel Garza - Tere la secretaria
- Guillermo Herrera - Padre Tomás
- Enrique Hidalgo - Comandante Mayor
- Benjamín Islas - Teniente Alberto Olvera
- Alejandra Jurado
- Kokín - El Chino
- Archie Lanfranco - Alan Miller
- Marco Méndez - Óscar Méndez
- Beatriz Monroy - Casimira
- Rubén Morales - Efrén
- Xorge Noble - Zacarías Hernández
- Aleida Núñez - Lucy
- Martha Ortiz - Susana
- Jorge Luis Pascual - Gerardo
- José Luis Reséndez - Gigoló
- Mariana Rivera - Rita
- Christian Ruiz - Emiliano

## Wersja polska
W Polsce serial emitowany był w telewizji TVN i TVN Siedem.
- Wersja polska dla TVN: ITI Film Studio
- Czytał: Piotr Borowiec

## Nagrody i nominacje

### Premios TVyNovelas2003
| Kategoria                          | Nominowani       | Wynik     |
| ---------------------------------- | ---------------- | --------- |
| Najlepsza telenowela               | Emilio Larrosa   | Nominacja |
| Najlepsza protagonistka            | Aracely Arámbula | Nominacja |
| Najlepszy protagonista             | Jorge Salinas    | Nominacja |
| Najlepsza antagonistka             | Sasha Montenegro | Wygrana   |
| Najlepszy antagonista              | Enrique Rocha    | Wygrana   |
| Najlepszy aktor pierwszoplanowy    | Jose Carlos Ruiz | Nominacja |
| Najlepsza aktorka drugoplanowa     | Nuria Bages      | Nominacja |
| Najlepszy aktor drugoplanowy       | Gabriel Soto     | Nominacja |
| Najlepsze objawienie wśród aktorek | Paola Treviño    | Nominacja |